# Vaterschaftsvermutung
Die Vaterschaftsvermutung ist in Deutschland eine rechtliche Vermutung im Familienrecht.

## Vermutung
Von einer gesetzlichen Vermutung spricht der Jurist da, wo aufgrund eines bestehenden, formell erfassbaren und schon bekannten Sachverhalts oder einem schon bekannten oder leicht nachweisbaren juristischen Faktum ein bestimmter anderer rechtlicher Zusammenhang vermutet wird. Eine Vermutung benötigt kein Beweisverfahren zur Untermauerung der eigentlichen juristischen Behauptung. Ausreichend für die Annahme eines rechtlichen Vermutungszusammenhangs ist es, die Vermutungsvoraussetzungen darzulegen und zu beweisen. Bei der Vaterschaft der häufigste Fall: Wird ein Kind geboren und ist die Mutter verheiratet, wird vermutet, dass der Ehemann der Vater des Kindes ist. An diesem Beispiel wird ganz deutlich, dass der Nachweis der Ehe viel einfacher – z. B. durch die Heiratsurkunde – geführt werden kann, als der Nachweis der biologischen Abstammung.

## Vermutung im Vaterschaftsrecht
Nach § 1600c BGB wird im Anfechtungsverfahren vermutet, dass das Kind von dem Mann abstammt, dessen Vaterschaft nach § 1592 Nr. 1 und 2, § 1593 besteht. Dies ist die Vermutung, dass der Ehemann der Mutter zum Zeitpunkt der Geburt Vater des Kindes ist, auch wenn er vor der Geburt verstirbt, andernfalls wird vermutet, dass derjenige Vater ist, der die Vaterschaft anerkannt hat.
Nach § 1600d BGB wird im Verfahren auf gerichtliche Feststellung der Vaterschaft „als Vater vermutet, wer der Mutter während der Empfängniszeit beigewohnt hat“.
In diesen Fällen gilt die gesetzliche Vermutung nicht als zwingend zutreffend, sondern kann widerlegt werden: Es kann ein Gegenbeweis erbracht werden. In diesen Fällen ist dann die wirkliche Abstammung zu erforschen. Dies erfolgt regelmäßig durch Abstammungsgutachten. Die negative Feststellung, eine bestimmte Person sei nicht der Vater, ist dabei leichter möglich als der Nachweis der positiven Feststellung, dass jemand Vater eines bestimmten Kindes ist.